# Richard Hunt
Richard Hunt é um activista ecoanarquista e editor de várias publicações ambientalistas, tais como a Green Anarchist e a Alternative Green. Fui severamente criticado pela comunidade anarquista pelo seu apoio ao nacionalismo e, consequentemente, pelo seu apoio à Guerra do Golfo em 1991 no Iraque, o que levou a fundar a Alternative Green.
Hunt colaborou também com a publicação English Alternative (Alternativa Inglesa) da Facção Nacional Revolucionária de Troy Southgate.

## Os Muppets
Richard Hunt é também um titeriteiro que trabalhou com os muppets de Jim Henson, interpretando personagens como Scooter, Beaker e Sweetums.